# Municipio de Ayala
El municipio de Ayala es uno de los 36 municipios que conforman el Estado Libre y Soberano de Morelos. Su cabecera municipal se sitúa en Ciudad Ayala.

## Etimología
En el pasado, esta localidad era conocida en lengua náhuatl como "Mapachtlán", una composición de "mapach" (mapache) y "tlán" (tierra), que en conjunto significaba "Tierra de mapaches". En la época actual, el lugar ha adoptado el nombre de Ayala en honor al insurgente Francisco Ayala. El cambio de denominación tuvo lugar el 13 de mayo de 1868 por instrucción del Lic. Cayetano Gómez Pérez, quien modificó el nombre de "San José de Mapachtlán" a "Villa de Ayala".

## Historia
En 1603, Nicolás Abad emprendió la construcción de una hacienda de labranza que se conocería como la Hacienda de San Francisco Mapachtlan. 
Hacia 1750, se erige una iglesia con un patrón propio en la hacienda.
En 1799, la congregación de San José Mapachtlan es elevada a presidencia auxiliar, quedando bajo la jurisdicción de Cuautla de Amilpas.
En 1834, impulsado por el Congreso Legislativo del Estado de México, se le otorga la categoría de pueblo a esta congregación.
El 17 de abril de 1869, el municipio de Ayala se incorpora al nuevo estado de Morelos.

### Revolución mexicana
Con el triunfo de la revolución maderista y el ascenso como Presidente de la República de Francisco I. Madero en noviembre de 1911, el zapatismo, no vio cumplidas sus expectativas y los acuerdos que habían establecido como parte de los compromisos que defendía el Plan de San Luis.
Ante esta situación, Emiliano Zapata decidió proclamar un plan en el que se expusiera los alcances y razones de la lucha zapatista, por lo que encargó la elaboración del documento al profesor Otilio Montaño, uno de sus principales hombres de confianza y colaborador, una vez redactado fue discutido con el propio Zapata, hasta que el 28 de noviembre de 1911 fue promulgado el Plan de Ayala. El contenido de este documento está estructurado en 15 puntos en los que se explica la esencia del movimiento, su identidad, eje y objetivo de lucha, aborda temas como el reparto agrario y la protección a viudas y huérfanos provocados por la revolución.

### Ayala Contemporáneo
El 11 de abril de 1934, el Honorable Congreso del Estado de Morelos aprueba la Ley de División Territorial del Estado de Morelos, en cuyo artículo 6 se establece la denominación "Ayala" para el municipio y su cabecera municipal.
El 28 de noviembre de 1961, en el 50 aniversario de la promulgación del "Plan de Ayala", la Villa de Ayala se designa como la capital del estado libre y soberano de Morelos.
El 17 de marzo de 1976, el Honorable Congreso Local otorga la categoría de ciudad al núcleo poblacional conocido como Ayala, que también es la cabecera del municipio de Ayala.

## Personajes ilustres
General Emiliano Zapata Salazar (1879-1919)
Nacido en la localidad de Anenecuilco, fue un destacado revolucionario y activista en defensa de los derechos de los campesinos e indígenas. Líder del Ejército Libertador del Sur, Zapata encabezó una lucha por la justicia agraria y la igualdad social durante la Revolución mexicana.

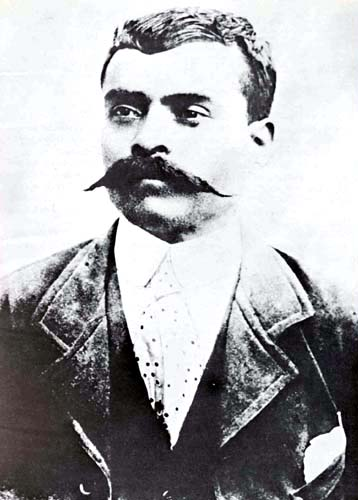
Emiliano Zapata Salazar, importante revolucionario, originario de Anenecuilco, Morelos

Coronel Francisco Ayala (1760 – 1812)
Fue un militar que tuvo un papel destacado en las fuerzas insurgentes durante el proceso de Independencia de México. Su participación en el rompimiento del Sitio de Cuautla, junto al general José María Morelos y Pavón, es uno de los episodios históricos más significativos de su carrera.
General Pablo Torres Burgos (1877-1911)
En 1909, fundó el club "Melchor Ocampo", que funcionó como un espacio de reunión y organización en un tiempo marcado por cambios sociales y políticos. Su esfuerzo le valió el reconocimiento de Don Francisco I. Madero, quien lo ascendió al rango de general.
El 11 de marzo de 1911, Torres Burgos lideró un levantamiento, sumándose al "Plan de San Luis" encabezado por Madero. Este plan buscaba la restauración de la Constitución de 1857 y el derrocamiento del entonces presidente Porfirio Díaz. En ese momento, Torres Burgos proclamó: "¡Abajo las haciendas! ¡Arriba los pueblos!
Profesor General Otilio Montaño Sánchez (1874-1917)
Ante lo que ya conocemos como el inminente rompimiento de las fuerzas zapatistas con Francisco I. Madero, Otilio Montaño permaneció fiel al movimiento zapatista. Su importancia radica en que fue él quien redactó el Plan de Ayala, mismo que fue proclamado en noviembre de 1911.
Tras el asesinato de Francisco I. Madero y José María Pino Suárez, Emiliano Zapata le ordenó a Montaño adaptar el Plan de Ayala para desconocer formalmente al gobierno de Victoriano Huerta. Después de la ruptura con Zapata, Otilio Montaño fue enjuiciado y declarado culpable de haber organizado una revuelta en contra éste. Pese a que él mismo se declaró inocente, el 18 de mayo escribió su testimonio político y murió ejecutado el mismo día en la plaza principal de Tlaltizapán, Morelos.

## Geografía

### Localización
El municipio de Ayala, se encuentra en la parte central del estado, y se ubica entre los 18º 46' de latitud norte y los 98° 59' W, a una altitud de 1220 m s. n. m.  Limita al norte con los municipios de Yautepec, Cuautla y Yecapixtla, al sur con Tepalcingo y Tlaquiltenango; al este con Temoac, Jantetelco y Jonacatepec y al oeste con Tlaltizapán y Yautepec. La distancia aproximada a la capital del estado es de 60 km.

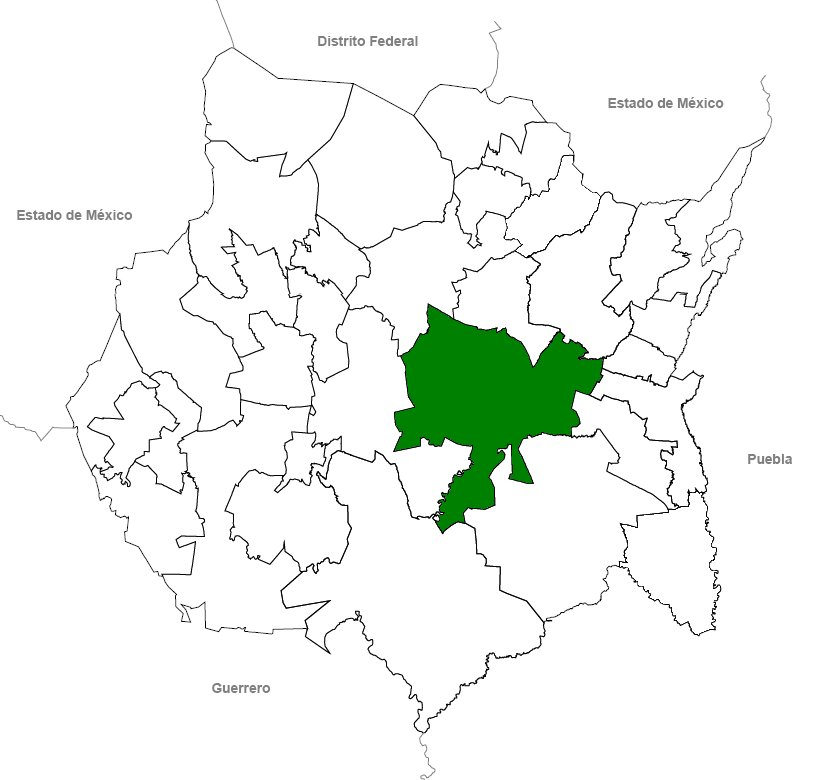
Ubicación de Ayala en el estado de Morelos.

### Extensión
Tiene una extensión territorial de 345,68 kilómetros cuadrados y representa el 6,97% con respecto a la superficie del estado.

### Orografía
El municipio forma parte de los fértiles valles del Plan de Amilpas, los cerros más importantes son El Tenayo, El Aguacate, El Jumil y el cerro Prieto que alcanzan alturas del orden de 1500 msmn.

### Hidrografía
Este municipio se beneficia con la afluencia de la microcuenca del río Cuautla, del río Ayala que se favorece con los escurrimientos de las barrancas, El Hospital y Calderón; estos ríos se juntan al este de la cabecera y siguen su curso, hacia el sur, pasando por Abelardo l. Rodríguez, Olintepec y Moyotepec, en donde recibe las aguas de la barranca de Ahuehueyo. 
Parte oriente del municipio, la cruza la barranca de la cuera, los papayos y los guayabos, que atraviesan Tlayecac, y sigue hacia el sur pasando por Jaloxtoc, y aguas abajo se une al río Cuautla. Posteriormente este río sigue por San Vicente de Juárez y Tecomalco, para desembocar en el Amacuzac y finalmente al río Balsas. Se cuenta también con pequeños manantiales como el Axocoche, El Colibrí y el Platanal; además de unos pequeños vasos de agua en Anenecuilco, Jaloxtoc, Moyotepec y una presa en Palo Blanco.

### Clima
El clima en este municipio es cálido subhumedo, este estrato climático, se localiza en alturas sobre el nivel del mar menor a 1400 m, su precipitación y temperatura media anual es de 800 mm , y 24 °C respectivamente, el viento tiene una dirección de noreste a suroeste. Clasificación propuesta por Koopen modificada por García (1964). Banco de información de 53 estaciones meteorológicas del campo experimental de Zacatepec, Morelos.

## Demográfia
De acuerdo a los resultados que presentó el Censo Nacional de Población y Vivienda 2020, el municipio cuenta con un total de 89,834 habitantes.

### Localidades
En el censo de 2020 el municipio de Ayala contaba con 131 localidades.
| Código INEGI      | Localidad             | Población (2020) |
| ----------------- | --------------------- | ---------------- |
| 170040005         | San Pedro Apatlaco    | 13 032           |
| 170040004         | Anenecuilco           | 11 227           |
| 170040026         | Tenextepango          | 8 835            |
| 170040001         | Ciudad Ayala          | 6 335            |
| 170040012         | Jaloxtoc              | 4 026            |
| 170040014         | Moyotepec             | 3 949            |
| 170040008         | Chinameca             | 3 149            |
| 170040027         | Tlayecac              | 2 879            |
| 170040011         | Huitzililla           | 2 878            |
| 170040023         | San Juan Ahuehueyo    | 2 547            |
| 170040042         | Constancio Farfán     | 2 148            |
| 170040002         | Abelardo L. Rodríguez | 2 072            |
| 170040073         | Las Arboledas         | 1 850            |
| 170040016         | Olintepec             | 1 656            |
| 170040024         | San Vicente de Juárez | 1 485            |
| 170040070         | Diez de Abril         | 1 460            |
| 170040103         | Las Llaves            | 1 402            |
| 170040022         | El Salitre            | 1 355            |
| 170040031         | Huertas de Cuautla    | 1 292            |
| 170040049         | Mariano Matamoros     | 1 069            |
| Otras localidades | Otras localidades     | 15 188           |
| Total municipal   | Total municipal       | 89 834           |

### Etnicidad
Un total de 3,336 personas son hablantes de lenguas indígenas, lo que equivale al 3.90% de la población total del municipio. Las lenguas más comunes son el mixteco, con un 44.9% de hablantes, y el náhuatl, con un 41.9%. 
Además, dentro de la población total de Ayala, un 2.2% (equivalente a 1,981 personas) se considera afrodescendiente, siendo las mujeres las que representan el 1.1% de este grupo.

### Religión
La religión principal es la católica, sin embargo es necesario comentar que en los últimos  años han destacado otros grupos religiosos (protestantes, evangélicos, sabadistas, pentecostales)[cita requerida].
Predomina la religión cristiana católica, con 46.539 habitantes mayores de 5 años creyentes, pero existe asimismo otro tipo de creencias como la evangélica con 5426 personas, la judaica con 37 y otras con 7139 personas del mismo rango de edades.

## Educación
El municipio cuenta con una gran infraestructura educativa en los niveles básico y medio superior en el primero se cuenta con 100 escuelas de los niveles de preescolar, primaria que albergan a 14.546 alumnos; En el nivel medio superior se tienen tres planteles: C.B.T.I.S. 194, en la cabecera, Colegio de bachilleres E.M.S.A.D en Chinameca, y un CECYT en Tenextepango, asimismo se ubica en el municipio el Instituto Profesional de la Región Oriente el cual recibe la matrícula de toda la Región oriente del estado.
De acuerdo al Instituto de Educación Básica del Estado de Morelos, en el municipio de Ayala existen 8,873 matrículas en primaria y 3,779 en secundaria, sin embargo durante el periodo 2019-2020 se registró un porcentaje de rezago educativo del 9.0% en nivel primaria y un 94.2% a nivel secundaria.

## Salud
En este rubro, la población tiene acceso a diferentes tipos de instituciones como el IMSS, SSM, ISSSTE, y servicios médicos particulares. Principalmente son servicios de primer nivel es decir que los servicios que prestan son de medicina preventiva, consulta, odontología; si es necesaria una atención de especialidad, los pacientes son referidos a los hospitales de segundo nivel.
Actualmente el IMSS atiende una población del orden de 9609 derechohabientes, el ISSSTE 3345. El Sistema de Salud Morelos atiende a 24.860 derechohabientes. Lo que da una población atendida por organismos de gobierno de 37.814 personas, que representa el 58% del total de la población total. 
Los servicios que prestan las instituciones de salud son medicina general y odontología principalmente, otro tipo de padecimientos se tienen que atender en las ciudades de Cuautla, Cuernavaca o México.

## Deporte
Para el impulso del deporte se cuenta con 13 canchas de fútbol, 30 de basquetbol las cuales están organizadas en ocho ligas de fútbol, 2 de basquetbol (baloncesto), y una de béisbol. Así como un centro de natación y 24 áreas públicas recreativas, 1 teatro al aire libre y 9 parques infantiles.

## Vías de comunicación
El municipio cuenta con una infraestructura carretera de 109 km de los cuales están asfaltados 59,20 km, revestidos 44,0 y de terracería 6 km. Las principales rutas son: 
- Carretera federal Cuautla-Oaxaca que cubra los fraccionamientos y Tlayecac.
- Carretera federal Cuautla-Jojutla que cubre las localidades de Anenecuilco, Ayala, Colonia Olintepec, Rafael Merino, Abelardo l. Rodríguez, Moyotepec, San Vicente de Juárez y Tecomalco.
- Carretera municipal Tlayecac, Jaloxtoc, Huitzililla y Huacatlaco.
- Carretera municipal Abelardo l. Rodríguez, Leopoldo Heredia, Tenextepango, Ahuehueyo y Jaloxtoc.

Todas tienen servicio público ya sea federal y/o local. 
Otro medio de comunicación que se tiene es el telegráfico, con 4 oficinas Ayala, Anenecuilco, Tenextepango, Chinameca y se cuenta con oficinas postales en Anenecuilco, Ayala y Chinameca en el resto del municipio se distribuye a través de los ayudantes municipales con lo cual se cubre el 100% del municipio. 

## Turismo
La ruta turística denominada, Ruta Zapata, es un recorrido que históricamente se puede leer así: en Anenecuilco, lugar donde nació el Caudillo del Sur y vivió hasta que se lanzó a la lucha revolucionaria; En Tlaltizapán fue donde estableció su cuartel general durante los años que duró la revolución; En Chinameca, lugar donde se da la traición y muerte del General; Por último, en Cuautla, lugar donde fue exhibido y tumba del Atila del sur.
Sin embargo, geográficamente implicaría un ir y venir por los lugares que conforman esta ruta, por ello es importante marcar que la ruta se puede hacer siguiendo el siguiente orden: Cuautla, Anenecuilco, Chinameca y Tlaltizapán, o viceversa.
La Ruta de Zapata sigue hablando de justicia, de tierra y libertad. Y así como es fácil seguir al caudillo por su ruta, después de haber escuchado la grandeza de su obra, también es sencillo enamorarse del que fuera el paraíso que tanto amó, el estado de Morelos, donde tanta historia y belleza se han conjugado a través de los años.
Se tienen sitios de interés turístico de gran importancia ubicados en las distintas localidades:
- Balneario el Axocoche (Ciudad Ayala).
- Balneario el Colibrí (Ciudad Ayala).
- Balneario el Agua Limpia (Ciudad Ayala).
- Casa Museo de Emiliano Zapata (Anenecuilco).
- Museo vida de Zapata (Chinameca).
- Ex-Hacienda de Chinameca (Chinameca).
- Ex-Hacienda de Tenextepango (Tenextepango).
- Ex-Hacienda de Coahuixtla (San Pedro Apatlaco).
- Zona arqueológica de Olintepec (Olintepec).
- Pinturas rupestres (Tlayecac).
- Parroquia de San José en Ayala (Ciudad Ayala).
- Parroquia de San Miguel Arcángel de Anenecuilco( Anenecuilco).
- Parroquia de Santiago Apóstol de Tenextepango (Tenextepango).
- Kiosco de Ayala (Ciudad Ayala).
- Plaza Cívica Francisco Ayala (Ciudad Ayala).
- Monumento a Emiliano Zapata en el zócalo de Anenecuilco (Anenecuilco).
- Parota - Árbol Histórico- (Ciudad Ayala)
- La Casa que vio nacer a Ismael Mora (Minichamps el domador de Leones de Cannes)

Haciendo énfasis en uno de los sitos turísticos más famosos y visitados de la región , el balneario ejidal el axocochetl ubicado a tan solo unos metros del centro histórico de Cd Ayala , nos ofrece un espacio de recreación y un ambiente de bastante tranquilidad , rodeado de naturaleza .Cuenta con 3 albercas y un chapoteadero , grandes espacios de zonas verdes y lo mejor el río de donde se aprecia nacimiento de agua que surte a las demás piscinas y riega tierras de siembra que rodean al lugar . Hace poco con su extensión y remodelación del pabellón turístico hace aún más atractivo este sitio , sin duda alguna uno de los lugares que no se debe dejar de visitar en su llegada al municipio.

### Museos
- Casa museo de Emiliano Zapata en Anenecuilco, donde se presenta la exposición: La ropa de zapata como; los calzones, playeras, trajes y sus pistolas.
- Museo exhacienda de Chinameca, muerte de Zapata.

## Fiestas y tradiciones

### Fiestas
- Comunidades
- Ayala, 12 de diciembre a la virgen de Guadalupe; 19 de marzo a San José
- Constancio Farfán; 3 de mayo día de la Santa Cruz.
- Loma Bonita, 15 de mayo San Isidro el labrador
- Anenecuilco, 8 de agosto natalicio de Emiliano Zapata; 29 de septiembre San Miguel Arcángel y marzo o abril, quinto viernes de cuaresma.
- Tenextepango, 25 de julio, fiesta al santo patrón Santiago Apóstol.
- Tecomalco, 15 de mayo San Isidro el labrador
- San Vicente de Juárez, 2 de febrero día de la candelaria. '
- Palo Blanco, 3 de mayo día de la santa cruz.
- Emiliano Zapata, 15 de mayo San Isidro el labrador.
- San Pedro Apatlaco, 2 de febrero día de la candelaria; 29 de junio San Pedro
- Moyotepec, 6 de enero Tres Reyes Magos.
- Huitzililla, 21 de diciembre , Santo Tomás Apóstol.
- Jaloxtoc, 8 de diciembre virgen de la Concepción.
- Olintepec, 24 de diciembre nacimiento del niño Jesús.
- Unidad Habitacional 10 de abril, 10 de abril aniversario de la unidad
- Abelardo l. Rodríguez, 4 de octubre San Francisco
- San Juan Ahuehueyo 24 de junio, San Juan Bautista y febrero, San Juan
- Chinameca 25 de diciembre, Día de la natividad
- Tlayecac  25 de abril, San Marcos

## Urbanización
El municipio de Ayala, al igual que la mayoría de municipios de México, contiene varias poblaciones (o localidades) cuya cabecera municipal generalmente es la mayor de ellas, en este caso Ciudad Ayala. Aunque es una ciudad pequeña está conurbada a Cuautla al igual que las localidades de San Pedro Apatlaco y Anenecuilco.

## Poblaciones
- Ciudad Ayala
- San Juan Ahuehueyo
- Anenecuilco
- Olintepec
- Chinameca
- Huexca
- Jalostoc
- Huitzililla
- Huacatlaco
- 10 de abril
- Las Piedras (San Vicente de Juárez)
- Cruz Verde
- Abelardo Rodríguez
- Tenextepango
- Leopoldo Heredia
- Moyotepec
- Coahuixtla (San Pedro Apatlaco)
- Tlayecac
- Zona Sur
- Rafael Merino (San Antonio)
- La Miña
- Niños Héroes
- Lomas
- Cristo Rey
- Depósito
- Ampliación Sur
- San Pedro Apatlaco
- Las Arboledas
- Huarímbaro
- Constancio Farfán
- Turipécuaro
- El Salitre